# فريدريك سمنر براكيت
فريدريك سمنر براكيت (بالإنجليزية: Frederick Sumner Brackett)‏ (و. 1896 – 1988 م) هو فيزيائي، وعالم فلك، وأستاذ جامعي من الولايات المتحدة الأمريكية . ولد في كلاريمونت (كاليفورنيا) .
توفي عن عمر يناهز 92 عاماً.

## التعليم
تعلم في كلية بومونا

## جوائز
حصل على جوائز منها:
- وسام الاستحقاق الأمريكي برتبة فيلق
- وسام الاستحقاق.